# 坎皮諾斯森林戰役
坎皮諾斯森林戰役是波蘭戰役中，一場波蘭軍隊與納粹德國的陸軍在坎皮諾斯森林發生的衝突與戰鬥。 
在9月9日至9月20日期間，波蘭軍隊在布茹拉河戰役戰敗後，殘餘的軍隊穿過巨大又複雜的森林以逃往華沙和莫德林要塞。瓦迪斯沃·柏特諾維斯基將軍率領的波茲南軍團先行通過此地，緊接著，由維克托·索米指揮的波莫茲軍團也來到此地。在此同時，德軍也試圖切斷波軍從森林北邊或南邊逃走的路線。 
雖然大部分的波蘭軍隊最後在沃卡維格洛瓦戰役中成功突破德軍的圍堵，但雙方都承受了極大的損失。